# Joey Sternaman
Joseph Theodore Sternaman (Springfield, 1º febbraio 1900 – Oak Park, 10 marzo 1988) è stato un giocatore di football americano statunitense che ha militato nei ruoli di quarterback e halfback nella National Football League (NFL).

## Carriera
Sternaman al college giocò a football con gli Illinois Fighting Illini. Sotto la direzione del proprietario/allenatore/giocatore dei Chicago Bears George Halas e assieme al fratello Dutch, fu una delle prime stelle della franchigia nel primo decennio della National Football League. Per le sue prestazioni fu inserito per tre volte nella formazione ideale della stagione e nel 2019 i Bears lo inserirono tra i migliori cento giocatori del primo secondo della franchigia. Assieme al fratello fu anche proprietario e allenatore dei Chicago Bulls della prima incarnazione dell'American Football League.

## Palmarès
- First-team All-Pro: 3

1923, 1924, 1925